# II. třída okresu Rychnov nad Kněžnou 2007/2008
V utkáních II. třída okresu Rychnov nad Kněžnou 2007/2008, jedné ze skupin 8. nejvyšší fotbalové soutěže v Česku, se utkalo 14 týmů dvoukolovým systémem podzim – jaro. Tento ročník začal v srpnu 2007 a skončil v červnu 2008.
Postup do I. B třídy Královéhradeckého kraje 2008/2009 si zajistil vítězný tým SK Albrechtice nad Orlicí.

## Konečná tabulka II. třídy okresu Rychnov nad Kněžnou 2007/2008
| Poř. | Tým                                | Z  | V  | R | P  | VG | OG | B  |
| ---- | ---------------------------------- | -- | -- | - | -- | -- | -- | -- |
| 1.   | SK Albrechtice nad Orlicí          | 26 | 17 | 5 | 4  | 53 | 26 | 56 |
| 2.   | TJ Lokomotiva Borohrádek           | 26 | 17 | 1 | 8  | 66 | 31 | 52 |
| 3.   | FC Zdelov 1963                     | 26 | 14 | 6 | 6  | 62 | 28 | 48 |
| 4.   | TJ Sokol Lípa nad Orlicí           | 26 | 12 | 8 | 6  | 47 | 36 | 44 |
| 5.   | 1. FC Rokytnice v Orlických horách | 26 | 12 | 6 | 8  | 44 | 36 | 42 |
| 6.   | SK Petrovice nad Orlicí            | 26 | 11 | 6 | 9  | 34 | 39 | 39 |
| 7.   | FC Spartak Rychnov nad Kněžnou „B“ | 26 | 9  | 8 | 9  | 33 | 28 | 35 |
| 8.   | TJ Sokol Žďár nad Orlicí           | 26 | 9  | 8 | 9  | 40 | 39 | 35 |
| 9.   | SK Solnice                         | 26 | 9  | 5 | 12 | 30 | 36 | 32 |
| 10.  | Sokol Kostelecká Lhota (N)         | 26 | 9  | 2 | 15 | 30 | 53 | 29 |
| 11.  | SK Dobré                           | 26 | 7  | 5 | 14 | 46 | 76 | 26 |
| 12.  | Sokol Černíkovice „B“              | 26 | 7  | 4 | 15 | 34 | 52 | 25 |
| 13.  | TJ Sokol Voděrady                  | 26 | 7  | 3 | 16 | 35 | 62 | 24 |
| 14.  | SK Přepychy „B“                    | 26 | 6  | 5 | 15 | 39 | 51 | 23 |

Poznámky:
- Z = Odehrané zápasy; V = Vítězství; R = Remízy; P = Prohry; VG = Vstřelené góly; OG = Obdržené góly; B = Body; (S) = Mužstvo sestoupivší z vyšší soutěže; (N) = Mužstvo postoupivší z nižší soutěže (nováček)

|  | Postup do I. B třídy Královéhradeckého kraje 2008/2009    |
|  | Sestup do III. třídy okresu Rychnov nad Kněžnou 2008/2009 |